# Satoši Iwabuči
Satoši Iwabuči (japonsky 岩渕 聡, Iwabuchi Satoshi; * 7. října 1975 prefektura Kanagawa) je bývalý japonský profesionální tenista, hrající levou rukou. Na okruhu ATP World Tour vyhrál jeden deblový turnaj, když triumfoval s Takaem Suzukim ve čtyřhře tokijského Japan Open Tennis Championships 2005. V rámci challengerů ATP a okruhu ITF získal dvacet jedna titulů ve dvouhře a čtrnáct ve čtyřhře.
Na žebříčku ATP byl ve dvouhře nejvýše klasifikován v říjnu 2003 na 223. místě a ve čtyřhře pak v září 2006 na 125. místě.
V japonském daviscupovém týmu debutoval v roce 1995 semifinálem 1. skupiny zóny Asie a Oceánie proti Hongkongu, v němž vyhrál s Motomurou čtyřhru. Japonci zvítězili 5:0 na zápasy. Mezi lety 1995–2009 v soutěži nastoupil k dvaceti mezistátním utkáním s bilancí 2–1 ve dvouhře a 11–8 ve čtyřhře.
Japonsko reprezentoval na Letních olympijských hrách 1996 v Atlantě, kde do mužské čtyřhry nastoupili s Takaem Suzukim jako náhradníci. Soutěž opustili po prohře ve druhém kole od španělského páru Sergi Bruguera a Tomás Carbonell.
Zúčastnil se také sydneyských Her XXVII. olympiády, kde po boku Thomase Šimady podlehli v úvodní fázi debla se Slováky Dominikem Hrbatým a Karolem Kučerou.

## Finále na okruhu ATP World Tour
| Legenda                               |
| D – dvouhra; Č – čtyřhra              |
| Grand Slam (0)                        |
| Turnaj mistrů (0)                     |
| ATP World Tour Masters 1000 (0)       |
| ATP International Series Gold (1–0 Č) |
| ATP International Series (0)          |

### Čtyřhra: 1 (1–0)
| Stav  | č. | datum         | turnaj          | povrch | spoluhráč    | soupeři ve finále        | výsledek             |
| ----- | -- | ------------- | --------------- | ------ | ------------ | ------------------------ | -------------------- |
| Vítěz | 1. | 9. října 2005 | Tokio, Japonsko | tvrdý  | Takao Suzuki | Simon Aspelin Todd Perry | 5–4(7–3), 5–4(15–13) |